# Résolution 3 du Conseil de sécurité des Nations unies
Membres permanents
- Chine
- États-Unis
- France
- Royaume-Uni
- URSS

Membres non permanents
- Australie
- Brésil
- Égypte
- Mexique
- Pays-Bas
- Pologne

Résolution no 2 Résolution no 4
La résolution 3 est une résolution du Conseil de sécurité de l'ONU qui a été votée le 4 avril 1946 dans le cadre de la crise irano-soviétique et qui décide d'ajourner la suite des débats relatifs au retrait des troupes soviétiques d'Iran au 6 mai 1946, date à laquelle le gouvernement de l'URSS s'est engagé à le faire.

## Texte
- Résolution 3 sur fr.wikisource.org
- Résolution 3 sur en.wikisource.org